# 1681
Cette page concerne l'année 1681  du calendrier grégorien. Pour l'année 1681 av. J.-C., voir 1681 av. J.-C. Pour le nombre 1681, voir 1681 (nombre).
L'année 1681 est une année commune qui commence un mercredi.

## Événements
- 4 mars : Charles II d'Angleterre octroie au quaker William Penn des terres en Amérique du Nord, en remboursement d'une dette de 16 000 livres[1]. Ce dernier fonde Philadelphie et la Pennsylvanie (1 000 habitants).

- 30 avril : les Marocains prennent Mehdia aux Espagnols[2].

- 13 juillet : traité de La Mamora (Mehdia) entre le Maroc et la France, contre l’Angleterre et l’Espagne, qui ne sera pas ratifié par Louis XIV en raison de la persistance de la course salétine[3].
- 23 juillet : bombardement de Chios[4]. Expédition navale de Duquesne contre les pirates barbaresques de Tripoli. Il détruit leur flotte qui s'était réfugiée dans le port de Chios[5]. Le pacha de Tripoli demande la paix qui est signée le 25 octobre[6].

- 18 octobre : le Dey d'Alger déclare officiellement la guerre à Louis XIV. Cette même année, les barbaresques capturent un navire de guerre français et emmènent à Alger le capitaine et l'équipage pour les réduire en esclavage[7].
- 27 décembre : l'explorateur français Cavelier de la Salle part pour une expédition qui descend le fleuve Mississippi jusqu'à son embouchure, atteinte le 9 avril 1682[8].

- Dombo, roi du Boutoua (Grand Zimbabwe), de la dynastie des Changamiré, attaque le royaume Karanga (Monomotapa) qu’il occupe presque entièrement en 1693. Il meurt en 1695[9].

### Asie
- 1er janvier : le prince Muhammad Akbar se proclame empereur moghol. Opposé à la politique de son père, il se joint aux Rajput révoltés qu'il était chargé de combattre, et le 2 janvier marche sur Ajmer pour s'en emparer[10].
- Avril : la Chine mandchoue fait la conquête du Yunnan ; fin de la révolte des trois feudataires[11].
- Juin : après l'intervention d'Aurangzeb, le prince moghol révolté Akbar se rend à la cour du roi Marathe Sambhaji[12]. Aurangzeb signe un traité de paix avec Mewar (Udaipur) mais la guerre continue avec Marwar jusqu’en 1709[13].
- 23 novembre : Aurangzeb arrive à Burhanpur, dans le Dekkan où il installe son gouvernement[13].
- 25 novembre : Cornelis Speelman (nl) devient gouverneur général de la Compagnie néerlandaise des Indes orientales (fin le 11 janvier 1684)[14].

- Sir Josiah Child devient gouverneur de la Compagnie anglaise des Indes orientales (fin en 1699)[15]. Il développe une politique territoriale en profitant de la rivalité entre princes.

### Europe
- 8 janvier : trêve de Radzin[16] ou de Bakhtchi-Seraï entre l'empire ottoman, le khanat de Crimée et la Russie, qui garde les deux parties de l’Ukraine après que Petro Dorochenko a été chassé de la rive droite du Dniepr (1677). Toute la région entre Don et Dniestr doit rester inoccupée. Entre Kiev et le bas Dniepr, aucune ville ne devra être fondée. La trêve est signée pour vingt ans. Fin de la Guerre russo-turque[17].
- 11 janvier : traité secret d'assistance mutuelle entre Louis XIV et Frédéric-Guillaume Ier de Brandebourg[18].
- 17 janvier : échec d’une tentative de réforme militaire dans l’Empire[19].
- 18 avril : un incendie ravage le centre-ville de Trondheim en Norvège[20].

- 24 avril : ambassade russe de Pyotr Potemkin (en) auprès du roi de France (fin le 11 mai)[21].
- 28 avril-29 décembre, Hongrie[22] : session de la diète hongroise à Sopron, commencée au printemps[23]. L’empereur Léopold Ier rétablit l’ancienne constitution et rend la liberté religieuse aux protestants hongrois, qui obtiennent l’autorisation de construire des temples protestants dans un nombre limité de villes. Paul Esterházy (en) devient palatin de Hongrie[24].
  - Imre Thököly refuse de paraître à Sopron. Aidé par les Ottomans, il attaque les impériaux en Haute-Hongrie en août. Une suspension d'armes est conclue avec l'Empereur en octobre jusqu'au 30 juin 1682[25].

- 8 juillet : Charles III, duc de Mantoue accorde à Louis XIV la faculté de mettre garnison dans la citadelle de Casal[18].
- 28 juillet : réunion du Parlement écossais par Jacques d’York[26]. Il reconnaît Jacques d’York comme héritier légitime du trône[27] et adopte le Test Act : tous les détenteurs d’office écossais doivent prêter un serment reconnaissant l’autorité suprême du roi tant dans les affaires temporelles que spirituelles[28].
- 31 juillet : réunion d’un congrès diplomatique des princes allemands à Francfort[29].

- 2 août : ambassade russe de Pyotr Potemkin auprès du roi d'Espagne[21].
- 30 septembre : 
  - Victoire navale espagnole sur le Brandebourg à la bataille du cap Saint-Vincent[30].
  - Les troupes françaises entrent simultanément dans Strasbourg et dans Casal[18].
- 1er octobre : traité de La Haye entre la Suède et les Provinces-Unies, à l’origine de la Grande Alliance contre la France[31].
- 24 novembre[32] : 
  - Le tsar de Russie Fédor III convoque le Zemski sobor pour le consulter sur la réorganisation de l’armée[33].
  - Ambassade russe de Pyotr Potemkin auprès du roi d'Angleterre[21].
- 7 décembre[32], Russie : convocation d'un concile décidant la création de nouveaux diocèses pour renforcer l’influence de l’Église officielle et la constitution d’une police pour lutter contre les dissidents. Il est interdit de leur donner l’hospitalité, leurs lieux de cultes et ermitages sont détruits[34].

## Naissances en 1681
- 20 janvier : Francesco Conti, peintre italien de l'école florentine († 1760).
- 14 mars : Georg Philipp Telemann, compositeur allemand († 25 juin 1767).
- 18 avril : Girolamo Donnini, peintre baroque italien de l'école bolonaise († 1743).
- 7 mai : Ranieri del Pace, peintre baroque italien de l'école florentine († 27 février 1738).
- ? mai : Giorgio Antoniotto, théoricien italien et compositeur de musique pour violoncelle († 1776).
- 12 août : Vitus Béring, explorateur danois († 19 décembre 1741).
- 28 septembre : Johann Mattheson, compositeur, théoricien, mécène et érudit allemand († 17 avril 1764).
- 11 décembre : Henrik Brenkman, juriste néerlandais († 1736).
- Date précise inconnue :
  - Angelo Paglia, peintre italien († 1763).

## Décès en 1681
- 16 janvier : Olivier Patru, avocat et écrivain français (° 1604).

- 11 février : Gerard Soest, peintre néerlandais (° vers 1600).
- 23 février : Angelico Aprosio, religieux augustin, érudit et bibliothécaire italien (° 29 octobre 1607).

- 6 mars : Michel de Marolles, homme d'Église, traducteur et historien français (° 22 juillet 1600).
- 12 mars : Frans van Mieris l'Ancien, peintre néerlandais (° 16 avril 1635).

- 25 mai : Pedro Calderón de la Barca, dramaturge espagnol, auteur de l’Alcalde de Zalamea, le Médecin et son honneur, la Dévotion à la croix, La vie est un songe (° 17 janvier 1600).

- 12 juin : Cornelis Kick, peintre néerlandais (° 12 mars 1634).
- 28 juin : Mademoiselle de Fontanges, dernière maîtresse importante du roi Louis XIV (° juillet 1661).

- 6 août : Nikita Nikon, patriarche de Moscou (1652-1658) (° 7 mai 1605).

- 17 septembre : John Lacy, acteur et dramaturge anglais (° vers 1615).

- 27 octobre : Jean-Baptiste de Champaigne, peintre décorateur français (° 10 décembre 1631).

- 17 novembre : Laurent Jouvenet, peintre français (° 1609).

- 8 décembre : Gerard ter Borch, peintre de genre et de portraits néerlandais (° 1617).
- 14 décembre : Georg Ludwig von Sinzendorf, président de la Chambre des Comptes de Vienne (° 17 juin 1616).